# Algemene Middelbare School (Suriname)
De Algemene Middelbare School, afgekort AMS, is de oudste instelling in Suriname als het gaat om de top van het middelbaar onderwijs.
In de eerste helft van de 20ste eeuw kende Suriname een zesjarige MULO als hoogste vorm van middelbaar onderwijs. Na de oorlog werd het MULO teruggebracht tot vier jaar als vorm van vervolgonderwijs voor de lagere school. In 1948 opende de Surinaamse Rechtsschool haar deuren, in 1949 de Surinaamse Kweekschool en in 1950 – op instigatie van onderwijsminister Lou Lichtveld - de Algemene Middelbare School. De AMS bood een driejarige bovenbouw voor het MULO, vergelijkbaar met wat in Nederland tijdens de Mammoetwet het Voorbereidend Wetenschappelijk Onderwijs (VWO) zou heten: een Atheneum (zonder Grieks of Latijn, wel met moderne talen als Engels, Frans en Duits en inclusief het Spaans). Daarmee werden jongeren die de arbeidsmarkt op wilden minder afhankelijk van het buitenland, terwijl zij die een universitaire opleiding wilden volgden, rechtstreeks konden doorstromen naar universiteiten elders, of naar de Anton de Kom-universiteit.
De AMS is gevestigd in een houten gebouwencomplex in de wijk Zorg en Hoop van Paramaribo aan de Marowijnestraat tegenover het sportcentrum van SOSIS.

## Docenten van de AMS
| Achternaam         | Voornaam            | Vak                              | Periode   |
| ------------------ | ------------------- | -------------------------------- | --------- |
| Badrising          | Sroedj              |                                  |           |
| Belle              |                     | Wiskunde                         | 1950-1960 |
| Berchem            |                     | Duits                            |           |
| Bosch Verschuur    | Wim                 |                                  |           |
| Brummel            | Dick                | Engels                           |           |
| Campagne           |                     | Duits                            |           |
| Dijk, van          |                     | Duits                            |           |
| Dubelaar           | Kees                | Nederlands                       | 1951-1965 |
| Eersel             | Christiaan Hein     | Nederlands                       | 1950-1960 |
| Essed-Fruin        | Eva D.              | Nederlands                       |           |
| Eyck-Baat, van     | Ali                 | Gymnastiek                       |           |
| Ferrari            | Frans               | Aardrijkskunde                   |           |
| Ferrari            | Gé                  | Aardrijkskunde en wiskunde       |           |
| Gessel             | Eugène              | Geschiedenis en staatsinrichting | 1960-1966 |
| Gisbergen, van     | Lam                 |                                  |           |
| Gout               |                     | Boekhouden en handelsrekenen     |           |
| Gramberg           |                     | Engels en Spaans                 |           |
| Habibew            |                     |                                  |           |
| Hiwat              | Gerard              | Wiskunde                         |           |
| Ilahi              | Hendriette          | Wiskunde                         |           |
| Joachim            |                     | Nederlands                       |           |
| Keurs, ter         | Han                 |                                  |           |
| Koster             | Sam                 |                                  |           |
| Kruyne, van        | Rob                 | Frans                            |           |
| Lindveld           |                     | Scheikunde                       |           |
| Lingen, van        |                     | Geschiedenis                     |           |
| Loning             | Nic                 |                                  |           |
| Lub                | Gerrit Koert (G.K.) | Wiskunde                         | 1950-1960 |
| Lutz               | Theo                |                                  |           |
| Noordebos          |                     | Natuurkunde                      | 1950-1960 |
| Oedayraysing Varma |                     | Natuurkunde                      | 1961-1970 |
| O'Hara             | Gwen                |                                  |           |
| Oudenhoven, van    |                     | Geschiedenis                     |           |
| Peek               |                     | Boekhouden en handelsrekenen     |           |
| Pool               | Mauke               | Gymnastiek                       |           |
| Quant, de          |                     | Scheikunde                       | 1950-1960 |
| Radhakishun        | Pretab              | Scheikunde                       |           |
| Riet, van          |                     |                                  |           |
| Roose              | Herman              | Nederlands                       |           |
| Sandel             |                     | Natuurkunde                      |           |
| Simons             |                     | Wiskunde en natuurkunde          |           |
| Sordam             |                     | Wiskunde                         |           |
| Spoelstra          |                     | Frans                            |           |
| Stemerdink         |                     |                                  |           |
| Tjoe Nij           | Edgar               |                                  |           |
| Tosari             | René                |                                  |           |
| Touber             | Ton (A.H.)          | Duits                            | 1958      |
| Uitermark          |                     | Boekhouden en handelsrekenen     |           |
| Venetiaan          | Ronald R.           | Wiskunde                         |           |
| Vonsee             | Andree              |                                  |           |
| Voorst, van        |                     | Nederlands                       |           |
| Vries, de          | William (Willy)     |                                  |           |
| Waard, de          |                     | Engels                           |           |
| Zeiler             | Jetty               | Spaans                           |           |
| Oliviera           | Iwan                | Engels                           |           |

## Bekende oud-leerlingen van de AMS
- Henck Arron, politicus
- Edgar Cairo, schrijver
- R. Dobru, dichter en nationalistisch politicus
- Jupta Itoewaki, Wayana-belangenbehartiger
- Lucy Kortram, multicultureel adviseur, politica
- Lygia Kraag-Keteldijk, politica
- Ismene Krishnadath, jeugdboekenschrijfster
- Tip Marugg, schrijver[2]
- Soewarto Moestadja, politicus
- Sugrim Oemrawsingh, wiskundige
- Aïda Beatrijs (Ietje) Paalman-de Miranda, wiskundige, hoogleraar Universiteit van Amsterdam
- Chan Santokhi, politicus
- Jozef Slagveer, journalist
- Michael Slory, dichter
- Ronald Venetiaan, politicus
- Theo Vishnudatt, politicus